# Vriesea sparsiflora
Vriesea sparsiflora là một loài thuộc chi Vriesea. Đây là loài đặc hữu của Brasil.